# إديث آن ستوني
إديث آن ستوني (بالإنجليزية: Edith Anne Stoney)(6 يناير 1869- 25 يونيو 1938) هي فيزيائية ولدت في دبلن من العائلة العلمية أنجلو إيرلنديين القديمة العريقة. وهي تعتبر أول امرأة في الفيزياء الطبية.

## حياتها
ولدت إديث ستوني في شارع 40 ويلينغتون، بالزبريدج، دبلن؛ وهي ابنة جورج ستوني، زمالة الجمعية الملكية، وهو الفيزيائي البارز الذي صاغ مصطلح الإلكترون في عام 1891 باعتباره «كمية الوحدة الأساسية للكهرباء»، وزوجته وابنة عمه، مارغريت صوفيا ستوني. كان أحد شقيقيه، جورج جيرالد، مهندساً ومساهماً في زمالة الجمعية الملكية. إحدى شقيقاتها، فلورنس ستوني، الطبيبة في علم الأشعة، والتي حصلت على رتبة الإمبراطورية البريطانية. ابن عمها هو الفيزيائي جورج فيتزجيرالد (1851-1901)، وعمها بندون بلود ستوني مهندس في ميناء دبلن الشهير لبناء عدد من جسور دبلن الرئيسية، وتطوير الرصيف.
أظهرت إديث ستوني موهبة رياضية كبيرة وحصلت على منحة دراسية في كلية نيونهام في كامبريدج، حيث حققت أول اختبار في الجزء الأول من اختبار تريبوس في عام 1893. ومع ذلك، لم تحصل على درجة جامعية من جامعة كامبريدج حيث تم استبعاد النساء من التخرج حتى عام 1948. خلال فترة عملها في نيونهام، كانت مسؤولة عن تلسكوب الكلية. ومنحت بعد ذلك شهادة البكالوريوس وماجستير من كلية الثالوث (دبلن)، بعد أن قبلت النساء في عام 1904.
بعد العمل لفترة وجيزة على حسابات التوربينات الغازية وتصميم كشاف تشارلز ألجرنون بارسونز، وقالت انها اتخذت وظيفة تدريس الرياضيات في كلية شلتنهام للسيدات.

## لندن (رويال الحرة) كلية الطب للنساء
وفي أعقاب القانون الطبي لعام 1876، كان من غير القانوني للمؤسسات الأكاديمية أن تمنع الحصول على التعليم الطبي اعتماداً على نوع الجنس. تأسست أول كلية طبية للنساء في بريطانيا في عام 1874 من قبل الدكتورة صوفيا بليك تحسباً لهذا القانون. أصبحت كلية لندن للطب النسائي جزءا من جامعة لندن، مع التدريس السريري في المستشفى الملكي الحر. كانت شقيقة إديث فلورنسا طالبة في الكلية، وتخرجت في الطب مع مرتبة الشرف في عام 1895، وحصلت على (MED) في عام 1898. وفي الوقت نفسه، حصلت إديث على فرصة كمحاضر في الفيزياء في الكلية في عام 1899. وكانت مهمتها الأولى هي إنشاء مختبر الفيزياء وتصميم دورة الفيزياء. تم التخطيط للمختبر ليتسع لحوالي 20 طالب، وكان محتوى الدورة فيزياء بحتة، كما هو مطلوب من قبل لوائح الجامعة. وشملت الميكانيكا والمغناطيسية والكهرباء والبصريات والصوت والحرارة والطاقة. قال طالب سابق لها: «محاضراتها في الفيزياء تطورت إلى محادثات غير رسمية، كان خلالها ملكة جمال ستوني، عادة في الظلام الأزرق، وخدش على السبورة مع الطباشير الملونة، وتحول بفارغ الصبر إلى فترات لطرح سؤال» هل اتخذت وجهة نظري؟ «. ربما كانت جيدة في الرياضيات... لفهم الصعوبات التي يواجهها طالب الطب العادي، ولكن الخبرة قد علمتها كيف يمكن أن تكون مكتئبة».
في عام 1901، عين المستشفى الملكي الحر فلورنسا في وظيفة جديدة بدوام جزئي كفيزيائي طبي. وفي أبريل / نيسان التالي، فتحت الشقيقتان خدمة الأشعة السينية الجديدة في قسم الكهرباء.

خلال فترة وجودهم في المستشفى الملكي الحر، دعمت الشقيقتان بنشاط حركة الاقتراع النسائية، على الرغم من معارضتهما لأعمال العنف المباشر الذي ارتبط به لاحقاً. 

وخلال فترة عملها في الكلية، لعبت أيضا دوراً محورياً في الاتحاد البريطاني للجامعات النسائية. انتخبت أمينة الخزينة، في غيابها في أول اجتماع تنفيذي في 9 أكتوبر 1909، وهو موقف كانت تحتفظ به حتى نهاية مايو عام 1915. وأصبحت تشارك بشكل متزايد في الضغط السياسي للاتحاد. وفي الجلسة التنفيذية المعقودة في 19 تشرين الأول / أكتوبر 1912، اقترحت أسماء عضوين للجنة فرعية لتأمين إقرار قانون يتيح للمرأة أن تصبح محاميات أو وكلاء برلمان. وقد سن التشريع في نهاية المطاف بعد الحرب في إطار قانون (إزالة) الجنسية لعام 1919.
استقالت إديث ستوني من منصبها في الكلية في مارس عام 1915. وعرضت إديث ستوني 300 جنيه استرليني على مناقصة استقالتها.

## الحرب العالمية الأولى

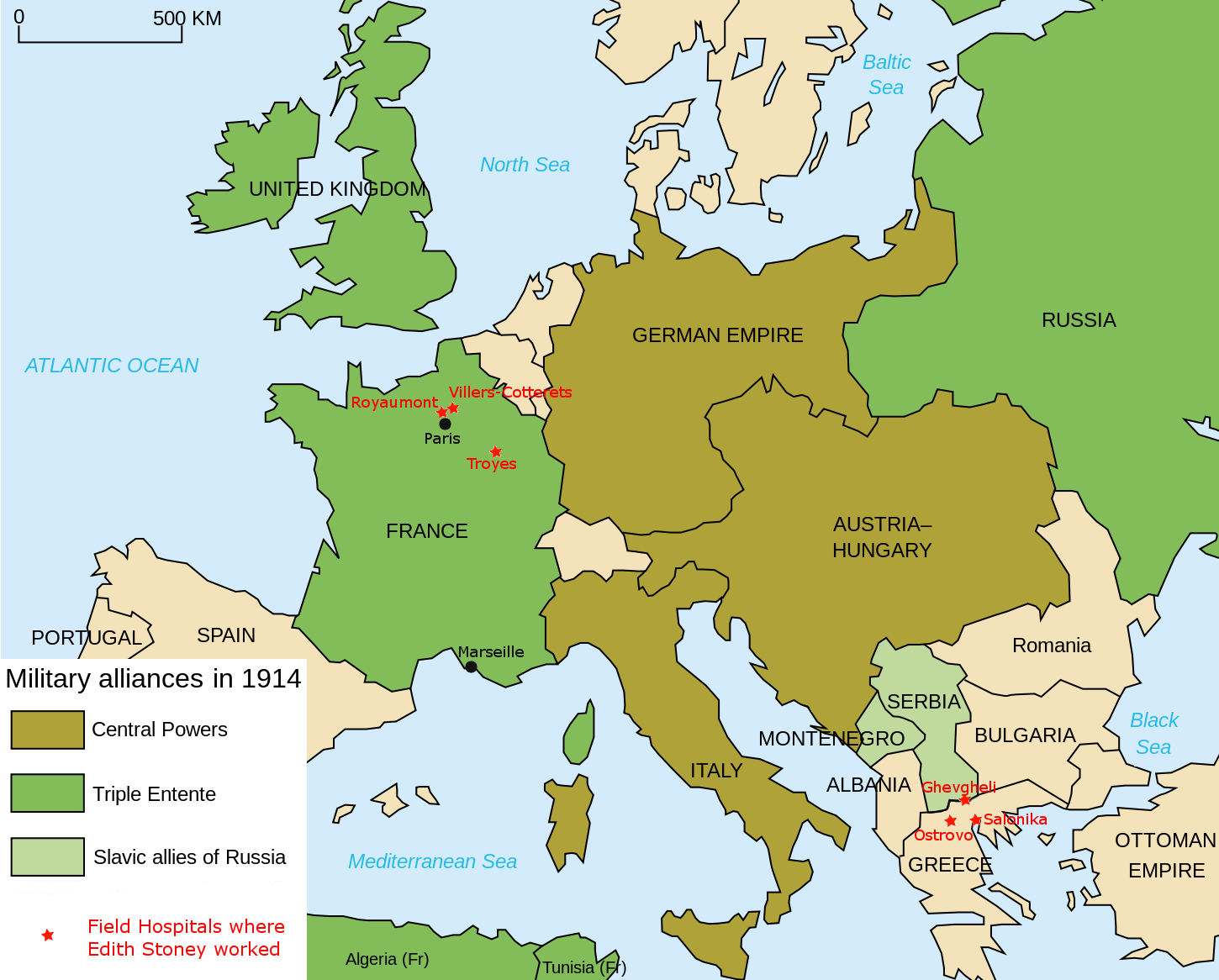
تبين الصورة خريطة تحدد مكان المستشفيات الميدانية المختلفة، حيث مكان عمل إديث ستوني خلال الحرب. خريطة تمثل الحدود في عام 1914.

قدمت كل من فلورنسا وإديث خدماتهما إلى الصليب الأحمر البريطاني في مكتب الحرب في لندن، لتقديم الخدمة الإشعاعية لدعم القوات في أوروبا، في اليوم الذي أعلنت فيه بريطانيا الحرب. تم رفض عرضهم، لأنهن من النساء. فأنشأت فلورنسا وحدة خاصة بها مع دوري الخدمات الإمبراطورية النسائية وقضت الأشهر الستة اللاحقة في أوروبا. قامت إديث بتنظيم الإمدادات من لندن حيث عملت أيضا في لجنة الجامعة. وعادت فلورنسا إلى لندن في الوقت الذي استقالت فيه إديث من كلية لندن للطب النسائي في لندن. اتصلت إديث بمستشفيات النساء الاسكتلنديين، وهي منظمة تأسست في عام 1914 لتقديم الدعم الطبي في مجال المعارك وتمويلها من قبل حركة الاقتراع النسائية. وقد اتفقت المنظمة على إنشاء مستشفى جديد يضم 250 سريراً في دومين دي شانتيلوب وسانت سافين بالقرب من تروا (فرنسا) بتمويل من كليات كامبردج النسائية في جيرتون ونيونهام، وأصبح دور إديث في التخطيط وتشغيل مرافق الأشعة السينية وأنشأت تنظيراً مجسماً لتوطين الرصاص والشظايا وأدخلت استخدام الأشعة السينية في تشخيص الغرغرينا الغازية، والغاز الذي يجري للبتر الفوري وإعطاء فرصة للبقاء على قيد الحياة.
وكان المستشفى بالقرب من خط المواجهة، وبكلماتها الخاصة، وبحلول أيلول/ سبتمبر 1915، «تم اجلاء البلدة، وتم زرع ألغام في المحطة، وسمعنا المدافع الثقيلة التي كانت تسير في وقت الليل». وكانت الوحدة مؤلفة من النساء تماماً، باستثناء اثنين من السائقين الذكور بدوام جزئي، ومساعد الوحدة الفني، السيد ماليت.

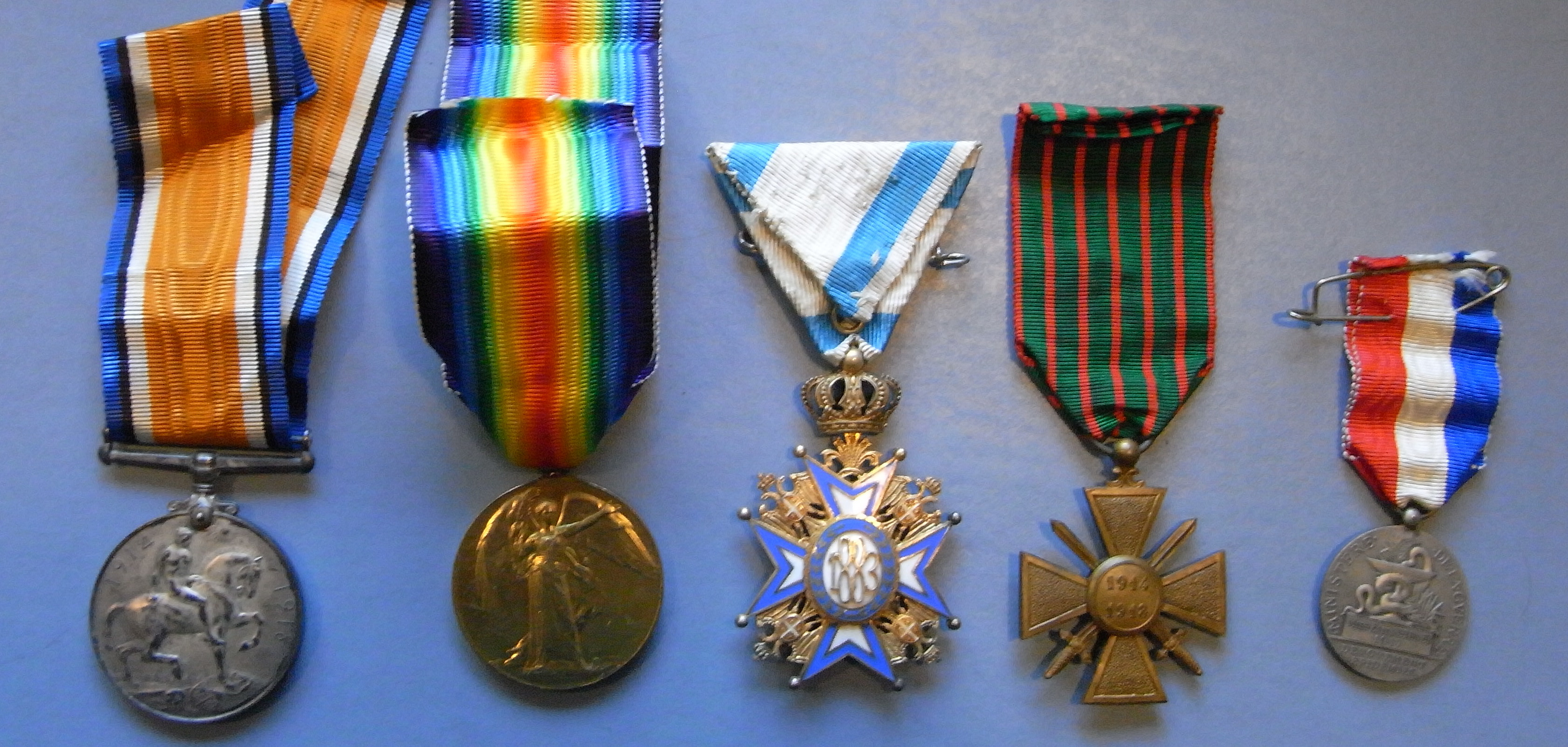
ميداليات إديث ستوني التي عقدت في كلية نيونهام، كامبريدج. من اليسار إلى اليمين: وسام الحرب البريطانية، وسام النصر (أوفيرز)، وسام سانت سافا.

تم تعيينهم في هيئة المشاة في أورينت وطلبوا الانتقال إلى صربيا. وبعد أن استقلوا الباخرة موسول في مارسيليا، وصلوا إلى جبهة مقدونيا (المعروفة أيضاً باسم سلانيك في اليونان الحديثة)، في 3 تشرين الثاني / نوفمبر، استقلوا القطار الليلي شمالاً إلى غيفغليا(في جمهورية مقدونياالحديثة) على الجانب الصربي من الحدود اليونانية. وقد أقاموا مستشفى في مصنع حرير غير مستخدم وعالجوا 100 مريض مصابين بجروح تتراوح بين الصقيع إلى إصابات شديدة في الرئة والرأس. بعد الهزائم على أيدي القوات البلغارية، انسحبت إديث وموظفيها إلى جبهة مقدونيا بحلول 6 ديسمبر 1916. وبعد 11 يوما، أعادوا إنشاء المستشفى على مستنقع منخفض مستنزف عن طريق البحر، وبحلول رأس السنة الميلادية 1917 كانت إديث تعمل على الأضواء والأشعة السينية. على الرغم من عدم وجود المعدات والموارد، أنشأت قسم العلاج الكهربائي ومعدات مختلفة لإعادة تأهيل العضلات من الجنود ورعايتهم. وساعدت أيضا في حل المشاكل على سفينتين في المستشفيات البريطانية، تضررت فيها أنظمة الأشعة السينية أثناء عاصفة، وقدمتا الدعم لوحدة سو في أوستروفو (التي أصبحت الآن أرنيسا في بحيرة فيغوريتيدا التي كانت سابقاً بحيرة أوستروفو في شمال اليونان) خلال سبتمبر 1916. كان لديها استراحة للإجازة المرضية في ديسمبر 1917 وعادت في الصيف التالي. وتقدمت بطلب للحصول على موعد كمشرف في معسكر الجيش في سالونيكا، إلا أن مكتب الحرب رفضها.
في أكتوبر عام 1917، عادت إلى فرنسا لقيادة أقسام الأشعة السينية في مستشفيات سو في رويومون وفيلرس كوتيريتس. في آذار/ مارس عام 1918، كان عليها أن تشرف على إغلاق المخيم والتراجع للمرة الثالثة، عندما تم تجاوز فيلرس-كوتيريتس من قبل الفرق الألمانية. وخلال الأشهر الأخيرة من الحرب اشتد القتال وتكبدت زيادة حادة في عبء العمل؛ في شهر يونيو وحده، بلغ حجم العمل بالأشعة السينية ذروته في أكثر من 1300، ويرجع ذلك جزئيا إلى زيادة استخدام الكشف فلوري.
وقد اعترفت العديد من الدول بالخدمة الحربية، وحصلت على ميدالية من فرنسا، وأخرى من صربيا، وميدالية النصر من بريطانيا.

## ما بعد الحرب والتقاعد
عند عودتها إلى إنجلترا، تولت إديث ستوني وظيفة محاضرة في الفيزياء في قسم الأسرة والعلوم الاجتماعية في كلية كينغز للنساء حتى التقاعد عام 1925. بعد مغادرتها المملكة انتقلت إلى بورنموث، حيث عاشت مع شقيقتها فلورنسا، التي كانت تعاني من سرطان العمود الفقري (وتوفيت في عام 1932).
وأثناء تقاعدها، استأنفت عملها مع اتحاد النساء بلا حدود، الذي عملت فيه كأول أمين لخزينته قبل الحرب. سافرت على نطاق واسع، وفي عام 1934، تحدثت إلى الاتحاد الأسترالي للجامعيات حول موضوع المرأة في الهندسة، وتسليط الضوء على مساهمة النساء العاملات خلال الحرب. في عام 1936، أنشأت جونستون وفلورنس ستوني ستودنتشيب في BFUW، ل «البحوث في العلوم البيولوجية والجيولوجية والأرصاد الجوية أوالإشعاعية التي يفضل أن تكون في أستراليا ونيوزيلندا وجنوب أفريقيا». تدار الآن من قبل كلية نيونهام، كامبريدج، وتدعم طلاب الطب السريري الذين يذهبون إلى الخارج لفترة اختيارية.
توفيت إديث ستوني عن 69 عاما، في 25 يونيو 1938، وتم نشره في كل من الصحافة العلمية والطبية -نيتشر (مجلة)، وذا لانسيت والصحف الوطنية في انجلترا، ذي تايمز وأستراليا.

## الإرث
كانت تتصف إديث بالشجاعة الكبيرة والحيلة في مواجهة الخطر الشديد، وخيالها في المساهمة في الرعاية السريرية في ظل أصعب ظروف الحرب. وباعتبارها مدافعاً قوياً عن تعليم المرأة، فقد مكنت سيدات الدراسات العليا من قضاء بعض الوقت في البحث في الخارج، وآخر لتمكين الفيزيائيين من دخول كلية الطب بفضل الصندوق الذي أنشأته من خلال عملها والتعاقدات، باعتبارها رائدة في الفيزياء الطبية.

## مطبوعات
- Duck، Francis A. (2015). Physicists and Physicians: A History of Medical Physics from the Renaissance to Röntgen. Institute of Physics and Engineering in Medicine. ISBN:978-1-903613-55-9. مؤرشف من الأصل في 2020-01-25.